# Moda en Honduras
La moda (del francés mode, y este del latín modus, "modo" o "medida") hondureña es el conjunto de prendas de vestir y complementos basados en los usos, las costumbres y los gustos particulares, que se utilizan y han utilizado durante las diferentes etapas de la historia de Honduras.

## Historia
En el territorio de la actual Honduras se han utilizado diferentes tipos de vestuarios desde antes de la independencia del país, incluso desde antes de lo que se ha llamado el "descubrimiento de América".

### Moda precolombina
Divestos grupos precolombinos utilizaban diferentes formas de vestuario, entre ellos los mayas, quienes desarrollaron diversos tipos de textiles y vestuarios además del color azul maya.

#### Trajes precolombinos masculinos

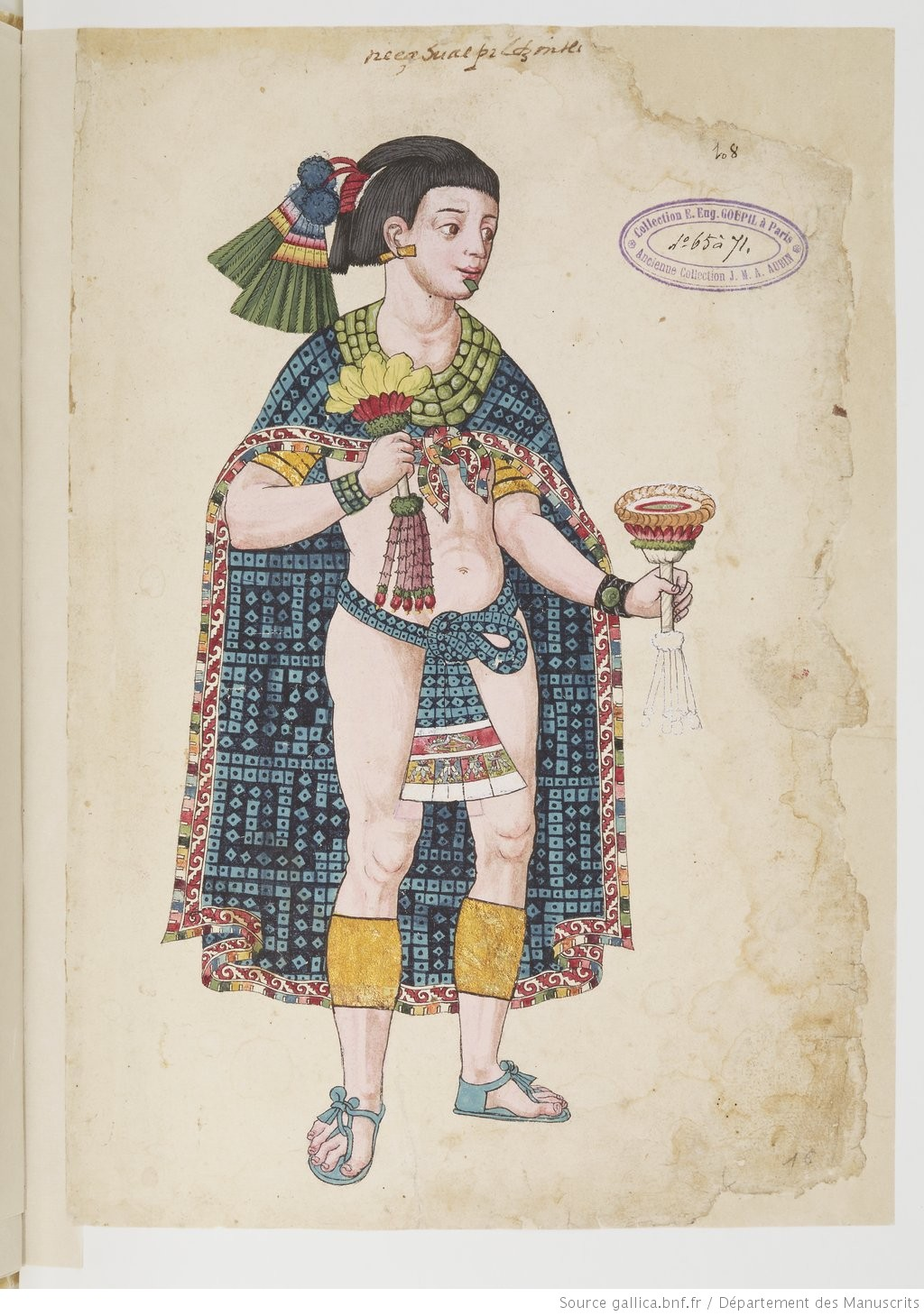
Taparrabo

El traje más sencillo consistía en el taparrabos, un traje de una sola pieza, al que se le podían añadir otros accesorios como capa para tiempos fríos, brazaletes, sandalias, aros, joyería, ornamentas para el cabello, etc. Las mujeres tejian diversos tipos de cinturones para hombres y mujeres.

#### Trajes femeninos
La vestimenta femenina era llamada Huipil, también utilizaban sandalias o mocasinos.

#### Ropa deportiva precolombina
En el juego de pelota precolombino se utilizaba taparabos, en ocasiones complementado con protectores de cadera de cuero.
La pelota estaba conformada de hule macizo, su bote se debía a la vulcanización del hule, proceso resultante de la mezcla de un 50 % de savia del árbol del hule (Castilla Elástica) con un 50 % del resultado de la molienda de la enredadera Ipomoea Alba, mismo que consigue la consistencia perfecta para que la pelota tenga una botabilidad propicia para el juego. Según los españoles, la pelota parecía tener un hechizo pues nunca habían visto objeto que de esta manera botara.

#### Vestuario de defensa o de guerra
La armadura era fabricada con algodón, el cual era sumergido en una solución salina para hacerlo más resistente y flexible. Además se podían utilizar los siguientes accesorios;
- Espinilleras y cubrebrazos hechos de cuero.

- Los guerreros de alto rango vestían indumentarias hechas con plumas.

- Pectorales: Hechos de caparazones de tortuga y otros materiales.

- Pendientes de hueso, obsidiana, pirita, etc.[4]

- Herramientas de caza y armas para la guerra: Las armas eran fabricadas utilizando la obsidiana o taj y el sílex o pedernal (más duro). Al romperse forman bordes muy cortantes, lo que los hacia idóneos para tallar, cortar y producir herramientas. El pedernal era también utilizado como encendedor para iniciar fuegos o fogatas. Algunas armas de guerra eran elaboradas utilizando huesos de animales y madera. Entre las armas de guerra más utilizadas se pueden mencionar las lanzas y el arco y la flecha.[5]

#### Calzado
Tantos los hombres como las mujeres utilizaban sandalias hechas de cuero.

#### Joyería
Desarrollaron diversas formas de joyería en las que se apreciaba el jade.

### Moda colonial
La influencia de la colonización española permitió la creación de nuevas formas de vestuario en la Honduras colonial.

#### Trajes Típicos
Los trajes típicos usados en la república de Honduras son varios, entre los que destacan:
- Campesino
- Copán
- Jocomico
- Intibucá
- Cacautare
- Colonial
- Opatoro
- Linaca

#### Trajes folclóricos
Trajes folclóricos recopilados por David Adolfo Flores Valladares de varios lugares del territorio hondureño:
- Traje de Carrizalón y Tapesco (Aldea Carrizalón municipio de Copán Ruinas, departamento de Copán)
- Vestuario maya Chortì, vestuario de los Moros y Cristianos (San Andrés, departamento de Ocotepeque.)
- Vestuario de los viejos (San Andrés, y San Rafael, departamento de Ocotepeque.)
- Vestuario de los Forastines ( San Andrés,y San Rafael, departamento de Ocotepeque.)
- Vestuario de Santa Barbará (caserío el Escondido, aldea la Estancia municipio de Santa Barbará).
- Traje de campesina de Santa Barbará, traje de varón de campesino de Santa Barbará.
- Vestuario del Guancasco de Gracias y Mejicapa (departamento de Lempira)
- Vestuario de la Via de Camasca (municipio Camasca, departamento de Intibucá)[8]
- Vestuario del baile del garrobo (La Campa, depto. Lempira)
- Vestuario de las mogigangas (Chinda, Gualala e Ilama, departamento de Santa Barbará.),
- Traje colonial tipo princesa, del departamento de Comayagua
- Traje de Lamaní departamento de Comayagua
- Traje de negrito (municipio de Santa Elena, departamento de La Paz)
- Traje del departamento de La Paz
- Traje de Márcala, La Paz
- Blusas folclóricas de La Esperanza, Intibucá,
- Traje de mujer de La Esperanza, Intibucá,
- Vestuario de Guajiniquil (aldea Guajiniquil, municipio de Concepción, departamento de Intibucá)[9]
- Vestuario del departamento de Francisco Morazán.
- Traje del tiempo de Comayagua.
- Traje de la comparsa de moros y cristianos de Ojojona y Lepaterique (departamento de Francisco Morazán)
- Vestuario Tolupan (montaña de la flor) departamento de Francisco Morazán
- Traje del Valle de Agalta (aldea el Aguacate, municipio de San Esteban, departamento de Olancho)
- El traje de la Sierra de Agalta. (aldeas el Aguacate, Toro Muerto, la Venta, municipio de San Esteban, departamento de Olancho.)
- Traje del Coyolar (caserío el Coyolar, municipio de San Esteban, departamento de Olancho.)
- Traje de los Desmontes (aldea los Desmontes, municipio de San Francisco de La Paz, departamento de Olancho)
- Traje de Tilapa (aldea de Tilapa, municipio de San Francisco de La Paz, departamento de Olancho)
- Traje de Santa Elena (aldea el Pedrero, municipio de San Esteban, departamento de Olancho)
- Vestuario de los pech (departamento de Olancho y Yoro)
- Vestuario de los tawahkas (departamento de Olancho)
- Vestuario de Gracias a dios, vestuario de los Misquitos.
- Vestuario del departamento de Cortés, vestuario de Omoa (departamento de Cortés)
- Vestuario de Atlántida, vestuario del La Ceiba
- Vestuario de las etnias afro caribeñas vestuario de colon, traje garífuna llamado veluria" de mujer traje garifuna de mujer llamado gongnu vestuario de warini (el heraldo navideño) vestuario de wanarahgua (mascaro) vestuario de indio bárbaro vestuario de las pastorelas vestuario del baile de las tiras vestuario del (juego y baile de los moros y cristianos)
- Vestuarios indígenas traje de la comparsa de moros y cristianos de Ojojona y Lepaterique. (Ojojona, departamento de Francisco Morazán)
- Traje de los negros de Gracias y Mejicapa (Gracias y Mejicapa, departamento de Lempira.)
- Traje de los danzantes de San Sebastián, Lempira (el baile de las coronas entre San Sebastián y Mejicapa)
- Vestuario de los moros y cristianos (San Andrés, departamento de Ocotepeque.)
- Vestuario del garrobo (La Campa, departamento de Lempira.)
- Vestuario de las mogigangas (Chinda, Gualala e Ilama, departamento de Santa Barbará., Francisco Morazán),
- Vestuario de los forastines (San Andrés, departamento de Ocotepeque.)
- Vestuario de los viejos (San Andrés, departamento de Ocotepeque.)
- Vestuario Tolupan (Montaña de la Flor, departamento de Francisco Morazán

### sigloXIX
En las áreas rurales el traje típico campesino consiste de los siguientes elementos:
- Camisa Guayabera,
- camiseta interior,
- pantalón de tela,
- cinturón o faja,
- Ropa interior (calzoncillo y calcetines)
- botas o zapatos,
- sombrero,
- Funda para herramientas cortantes: Machete, cutacha, tunco, cuchilla, etc.
- Funda para pistola de caza o autodefensa.

Mientras que la vestimenta de los animales de carga como los caballos y burros  es llamada aparejo y consistía en lo siguiente:
- Cobertor para proteger el lomo del caballo de estos
- Una montura para comodidad del jinete,
- Fusta para acelerar el ritmo del caballo, se utiliza en preferencia a las espuelas.
- Espuelas para las botas o como parte de la montura para dar instrucciones, mediante un leve toque al caballo, de aumentar la velocidad del trote. Tienen la desventaja de herir a los caballos.
- En la boca del caballo se añade un frenillo de donde se controla la dirección hacia la que irá el caballo.

### sigloXX
En el siglo XX se da una migración masiva del campo a las ciudades, durante esta época se popularizaron los pantalones vaqueros por parte de los varones y la minifalda por parte de las mujeres, también se popularizan los aritos, el pirsin y el uso de los tatuajes.
En el área rural se continúa utilizando el traje campesino, pero se ha adoptado también modas tradicionalmente urbanas, con la llegada de la telefonía móvil, el teléfono móvil forma parte del vestuario rural.

### Moda XXI
Fashion Week Honduras es la plataforma de moda más importante en el país donde han visto nacer a diversos talentos por medio de su plataforma.
En el siglo XXI se desarrollan nuevos diseñadores de moda hondureños, entre ellos destacan los siguientes:
- Gladys González
- Leo Sandoval
- Carlos Campos[10]
- Luis Flores
- Belkys Paz
- Luis Barahona
- Miguel Chong

## Terminología
- Caites: Zapatos.
- Chancletas: Sandalias.
- Chumpa
- Poncho